# Doeschka Meijsing
Maria Johanna (Doeschka) Meijsing (Eindhoven, 21 oktober 1947 – Amsterdam, 30 januari 2012) was een Nederlands schrijfster en essayiste.

## Biografie
Meijsing was een oudere zus van schrijver Geerten Meijsing. Toen ze drie was verhuisde het gezin naar Haarlem; daar zat ze op het Lyceum Sancta Maria. Ze studeerde Nederlands en literatuurwetenschap aan de Universiteit van Amsterdam. Van 1971 tot 1976 gaf Meijsing les aan het St.-Ignatiusgymnasium. Daarna was ze tot 1978 wetenschappelijk medewerker aan het Instituut voor Neerlandistiek van de Universiteit van Amsterdam. In 1978 werd Meijsing redactrice voor de boekenbijlage van Vrij Nederland en in 1989 literatuurredactrice van Elsevier.
Meijsing had een relatie met journaliste Xandra Schutte.

### Schrijverschap
Vanaf 1969 publiceerde Meijsing in Podium, later ook in De Revisor, waardoor zij tot de stroming van de Revisor-auteurs wordt gerekend. In 1974 verscheen haar eerste verhalenbundel De hanen en andere verhalen. De gastcolleges die zij aan de Universiteit van Groningen gaf, zijn gebundeld in Hoe verliefd is de toeschouwer? (1988). Meijsing schreef ook poëzie (Paard Heer Mantel, 1986). In 1997 won zij de Opzij Literatuurprijs (die toen de Annie Romeinprijs heette).

### Thematiek

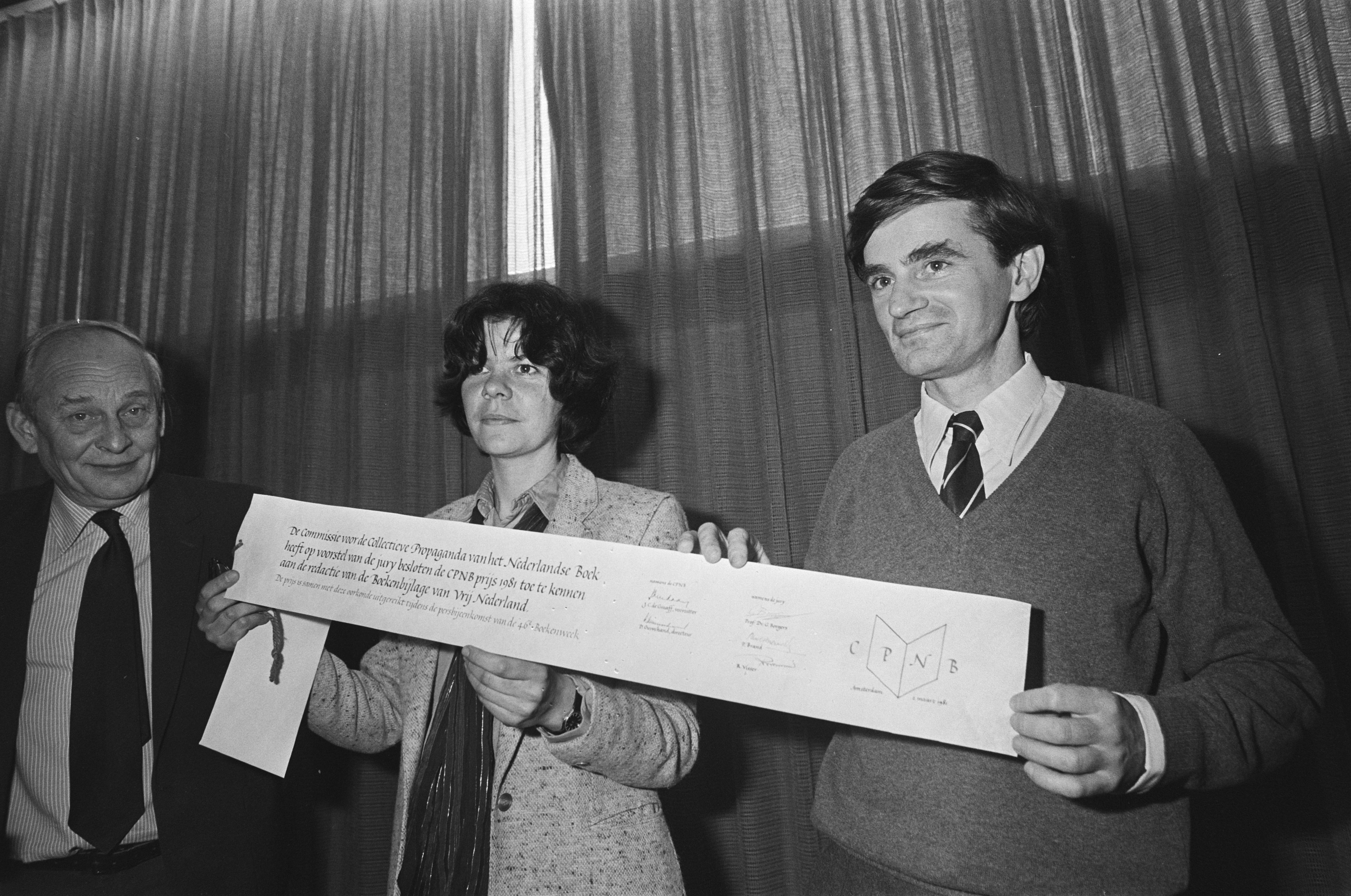
Meijsing (midden) tijdens de Boekenweek 1981

Belangrijke thema's in Meijsings werk zijn de relatie tussen verbeelding en werkelijkheid, de fascinatie voor een bewonderde persoon – met jaloezie als gevolg – en de tijd. Haar hoofdpersonages zijn kwetsbare buitenstaanders die vluchten in de fantasie.
Meijsing was lesbisch en heeft verschillende relaties met vrouwen gehad. Voor haar laatste roman Over de liefde uit 2008, die werd bekroond met zowel de AKO Literatuurprijs als de F. Bordewijk-prijs en de Opzij Literatuurprijs, vormde haar relatie met Xandra Schutte de inspiratiebron. Deze relatie was stukgelopen omdat haar vriendin haar had verlaten voor een man. Meijsing liet zich ondanks haar homoseksualiteit negatief uit over homoseksuele relaties, waarin voortplanting en gezinsvorming onmogelijk zouden zijn. Ook had zij haar bedenkingen bij het homohuwelijk.

### Overlijden
Meijsing overleed op 64-jarige leeftijd aan de complicaties van een zware operatie. Ze woonde tot haar dood in Amsterdam-Zuid.